# Земельная рента
Земе́льная ре́нта — разновидность ренты, цена, уплачиваемая за использование ограниченного количества земли и других природных ресурсов.
Земельная рента — доход, получаемый владельцем земли от арендаторов земельных участков. Земельная рента выступает в форме абсолютной ренты, дифференциальной ренты и монопольной ренты.
Абсолютная земельная рента — один из видов дохода от собственности на землю, плата собственнику за разрешение применять капитал к земле; уплачивается арендатором абсолютно со всех участков земли независимо от плодородия (отсюда название этого вида ренты). Аренда земельных участков в Российской Федерации регулируется статьёй 22 Земельного кодекса.
Дифференциальная рента — дополнительный доход, получаемый за счет использования большей плодородности земли и более высокой производительности труда. Дифференциальная рента существует в двух формах: дифференциальная рента I и дифференциальная рента II. Источниками дифференциальной ренты I являются более производительный труд на относительно лучших и средних по плодородию землях, а также различия в местоположении участков земли по отношению к рынкам сбыта, транспортным путям и т. д. Дифференциальная рента II связана с дополнительными вложениями капитала в один и тот же участок, обеспечивающими получение добавочной прибыли. Дифференциальная рента возникла как результат ограниченности земли: цена производства сельскохозяйственного продукта определяется условиями производства не на средних и лучших участках, а на худших, так как продукт только лучших и средних участков недостаточен для покрытия общественного спроса. В результате образуется дополнительная прибавочная стоимость, представляющая собой разность между ценой производства на худших участках (общественная цена производства) и индивидуальной ценой производства на средних и лучших участках.
Монопольная рента — особая форма земельной ренты, образуется при продаже определенных видов сельскохозяйственных продуктов по монопольной цене, превышающей их стоимость.
К земельной ренте относится также рента с земель, не вовлекаемых в сельскохозяйственный оборот: рента с земель, используемых в добывающей промышленности; рента со строительных участков. В добывающей промышленности образуется прежде всего дифференциальная рента, так как при добыче полезных ископаемых издержки производства каждой единицы продукции и доставки её на рынок неодинаковы и находятся в зависимости от богатства недр и от месторасположения угольных шахт, нефтяных промыслов и т. д. Ввиду ограниченности земли общественная цена производства этих товаров регулируется издержками производства на худших (с точки зрения добычи полезных ископаемых) землях. Поэтому на лучших участках образуется дифференциальная рента — разность между общественной и индивидуальной ценой производства.

## История
В римском праве земельная рента (solarium) — это ежегодная рента, выплачиваемая арендатором суперфиция (участка земли), или бессрочная аренда земли под застройку. В ранней нормандской Англии арендаторы могли сдавать свои права на землю, чтобы лорды-землевладельцы не имели никакой власти над субарендатором для сбора налогов. В 1290 году король Эдуард I принял статут Quia Emptores, который запрещал арендаторам сдавать свои земли в аренду другим лицам через субинфедерацию. Это создало систему замещения, при которой полная доля арендатора передавалась покупателю или получателю, который платил арендную плату. Эта система позднее перешла в общее право Англии и была принята многими странами, которые придерживаются английской системы права.
Классические экономисты и более поздние их последователи количественно оценивали земельную ренту, чтобы исследовать и фиксировать нетрудовые доходы, называемые экономической рентой, в отличие от доходов, полученных от труда.

## Основные сведения
Рентные платежи отличаются от заработной платы, процента, прибыли и других видов доходов тем, что они являются частью арендной платы:
- если на земле, которая сдается в аренду, нет никаких построек, сооружений или какого-либо другого капиталa, то арендная плата, то есть определённая сумма денег, которая будет выплачена арендатором за использование земли, будет равняться земельной ренте.
- если же на земле находятся какие-либо производственные ресурсы (фабрики, заводы, ресурсодобывающие постройки), то арендная плата будет включать в себя уже не только земельную ренту, но и ссудный процент за использование находящегося на земле производственного потенциала.

Формула: Цена земли=(Рента/ссудный%)х100, так же формула применима к акциям.

## Формы получения ренты
Феодалы получали ренту в нескольких формах:
- отработочная (барщина);
- натуральная (оброк);
- денежная.